# چیاری
چیاری (به ایتالیایی: Chiari) یک کومونه در ایتالیا است که در استان برشا واقع شده‌است.

## خصوصیات
چیاری ۳۸ کیلومترمربع مساحت و ۱۹٬۰۲۷ نفر جمعیت دارد و ۱۴۵ متر بالاتر از سطح دریا واقع شده‌است.

## خواهرخوانده
شهرهای آلخمسی و والمادررا خواهرخوانده‌های چیاری هستند.